# Corry Vreeken
Corry Vreeken (geborene Maria Cornelia Bouwman; auch Corry Vreeken-Bouwman; * 22. Dezember 1928 in Enkhuizen; † 26. Februar 2025) war eine niederländische Schachspielerin.

## Leben
Im Jahre 1948, im Alter von 20 Jahren, lernte sie das Schachspielen während eines Krankenhausaufenthalts. Seit 2013 gibt es eine Stiftung, die ihren Namen trägt, die Stichting Corry Vreeken. Ziel der Stiftung ist die Förderung des Schachsportes, insbesondere des Jugendschachs. Sitz der Stiftung ist Corry Vreekens Wohnort Maassluis.

## Erfolge

### Einzelmeisterschaften
Die niederländische Einzelmeisterschaft der Frauen konnte sie fünfmal gewinnen: 1960, 1962, 1964, 1966 und 1970. Sie löste damit Fenny Heemskerk ab, die seit den 1930er Jahren das niederländische Frauenschach dominierte. Ende der 1960er Jahre war ihre Leistung so angesehen, dass selbst der ehemalige Schachweltmeister Max Euwe ihr sekundierte. Sie nahm 1971 am Frauen-Interzonenturnier von Ohrid teil, das von Nana Alexandria gewonnen wurde. Corry Vreeken erreichte dort lediglich mit 5,5 Punkten aus 17 Partien einen 14. Platz. Erneut konnte sie sich für eine Damenweltmeisterschaft 1976 bewerben, beim Frauen-Interzonenturnier von Roosendaal. Dort wurde sie mit 5,5 Punkten aus 13 Partien Zehnte. 1980 erreichte sie in einem Rundenturnier in Biel 10 aus 11 und platzierte sich noch vor unter anderem Gisela Fischdick. 1981 wurde sie in Biel Dritte. Sie nahm am Internationalen Damenschachturnier 1982 teil, das im Rahmen der 10. Dortmunder Schachtage stattfand. Bei diesem ersten internationalen Damenturnier in der Bundesrepublik Deutschland, das nicht vom Deutschen Schachbund ausgerichtet wurde, belegte sie hinter Lena Glaz und Zsuzsa Verőci den dritten Platz. Bei der 5. Seniorenweltmeisterschaft der Frauen 1995 in Bad Liebenzell belegte sie Platz 9, Erste wurde damals Nona Gaprindaschwili.

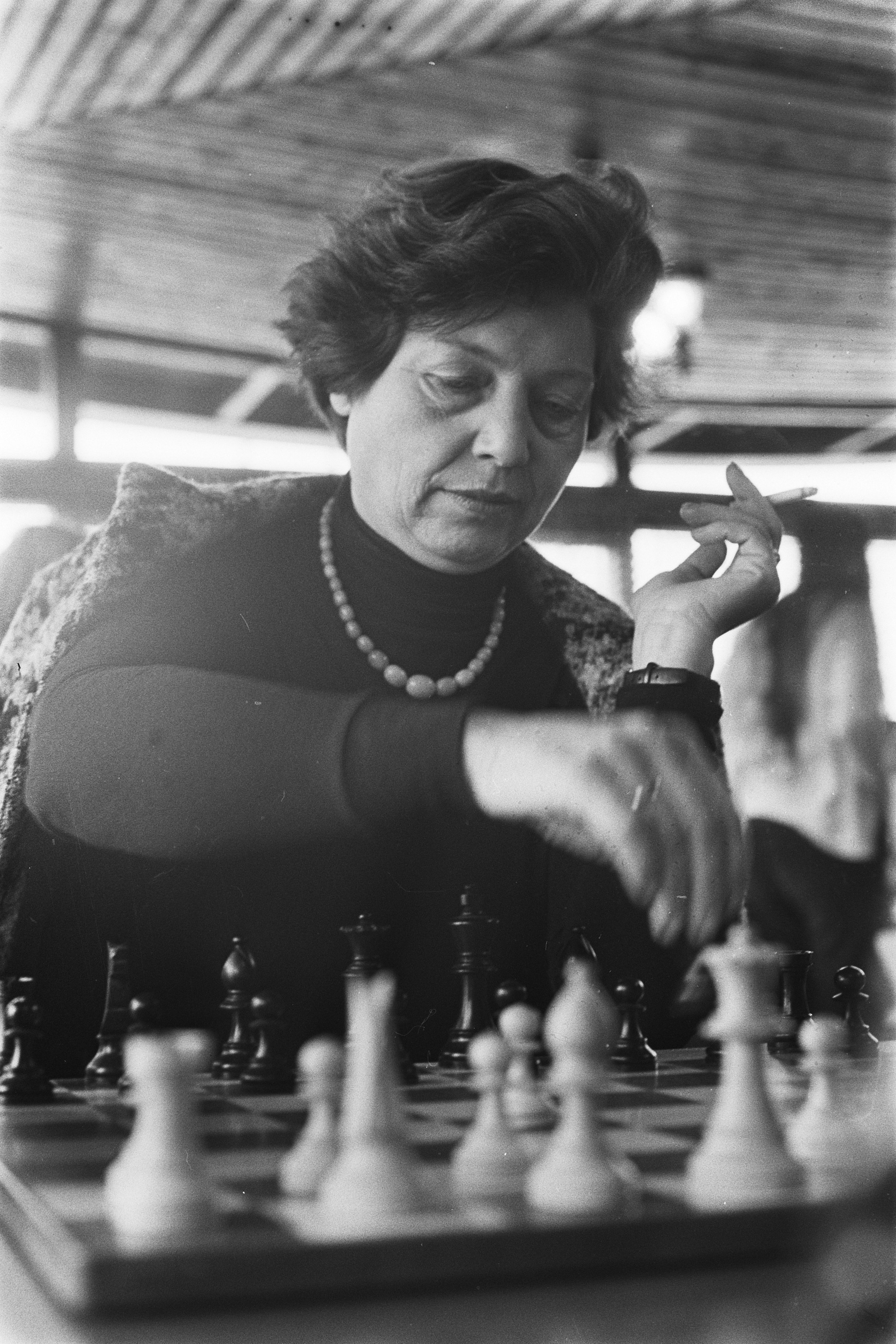
Corry Vreeken bei der niederländischen Frauenmeisterschaft 1977 in Mijdrecht

### Nationalmannschaft
Zwischen 1963 und 1982 nahm sie siebenmal mit der niederländischen Frauennationalmannschaft an Schacholympiaden teil mit einem Gesamtergebnis von 37 Punkten aus 72 Partien (+25 =24 −23). Fünfmal spielte sie dabei am Spitzenbrett, nur 1976 und 1978 spielte sie am zweiten Brett, am ersten saß Alexandra van der Mije, ehemals Alexandra Nicolau. Für die niederländische Nationalmannschaft spielte sie auch bei verschiedenen Länderkämpfen, so zum Beispiel 1967 gegen die BRD und 1970 gegen England, bei dem sie gegen Jana Hartston mit 1,5:0,5 gewann.

### Vereinsschach und Rating
Im Vereinsschach war sie lange Jahre aktiv für Volmac Rotterdam als Sekretärin, Vorsitzende und von 1969 bis 1993 als Verantwortliche für die Vereinszeitschrift. Sie war maßgeblich beteiligt an der Sponsorensuche. Unter ihrer Leitung wurde der Verein zehnmal hintereinander niederländischer Mannschaftsmeister. Ende der 1960er und Anfang der 1970er Jahre spielte sie selber in der ersten Mannschaft von Volmac Rotterdam, gemeinsam mit Hans Böhm und Jan Timman. Als Jan Timman 1969 Vereinsmeister wurde, gewann dieser 13 von 14 Partien und verlor nur gegen Corry Vreeken. In der höchsten niederländischen Spielklasse (damals Hoofdklasse) kam Vreeken zuletzt in der Saison 1995/96 zum Einsatz. In den 2000er Jahren spielte sie Mannschaftsschach für die südholländische Schaakvereniging Maassluis. Sie trug seit 1968 den Titel Internationaler Meister der Frauen (WIM). 1987 verlieh ihr der Weltschachbund FIDE den Titel Ehrengroßmeister der Frauen (HWGM). Vreeken wurde bei der FIDE als inaktiv geführt, da sie seit dem Corus-Turnier 2005 in Wijk aan Zee, bei dem sie in der Gruppe 4C spielte, keine Elo-gewertete Partie mehr gespielt hatte.